# 陳怡
陳怡（チェン・イ、チェン・イー、英語表記：Chen Yi, 1953年4月4日 - ）は中国の現代クラシック音楽（Contemporary classical music）作曲家。中国人女性として初めて北京市の中央音楽学院から作曲のマスター・オブ・アーツ（M.A.）を受けた。ヴァイオリニストでもある。

## 経歴
陳怡は広州市の教養ある家庭に育った。両親は医者であり音楽家だった。母親はピアノを、父親はヴァイオリンを演奏した。とくに長姉は神童で、弟とともに今でも中国でプロの音楽家を続けている。
陳怡は3歳でピアノと、バッハやモーツァルトといった西洋の作曲家の音楽を習いだした。しかし、1966年に文化大革命が始まり、西洋文化は敬遠され、芸術は迫害された。10年間、教育は中断され、田舎に移転させられ働かされることになった。まず父親と長姉が送られた。陳怡はしばらくの間、生地に隠れ、こっそりと音楽の勉強を続けたが、苦労もあった。大きな音がしないようにピアノに毛布を詰め込んだり、ヴァイオリンはミュートで演奏した。しかしそれができたのも15歳の時までだった。家が捜索され、持ち物を没収され、残っていた家族も異なる地方に移住させられ、強制労働をさせられた。
陳怡は田舎で中国の民俗文化を学ぶことに時間を費やした。陳怡と中国音楽の繋がりは、後の音楽作品に自分の声を使うことが有用な手段であることをわからせた。17歳で広州市に戻ると、その地の京劇楽団のコンサートマスターとして働き始めた。
陳怡はニューヨークに移り、コロンビア大学で周文中（英語表記：Chou Wen-chung, チュー・ウェン＝チュン）やマリオ・ダヴィドフスキー（Mario Davidovsky）の下で作曲を学んだ。夫の周龍（英語表記：Zhou Long, ジョウ・ロン）も作曲家である。2006年、夫妻はミズーリ大学カンサスシティ校の音楽舞踏学校で作曲の教授となる。
多数の管弦楽作品の他、合唱曲や中国の伝統楽器を含む室内楽曲を作曲している。
陳怡の作品はテオドール・プレサー社（Theodore Presser Company）から出版されている。

## 代表作

### 交響曲
- Symphony No.1/第一交响曲（1986年）
- Symphony No.2/第二交响曲（1993年）
- Symphony No.3/第三交响曲（2004年）

### 管弦楽曲
- 室内オーケストラのための「Duo Ye for chamber orchestra/多耶」（1985年）
- Sprout (Budding/Meng)/萌（1986年） - 弦楽オーケストラ。
- フル・オーケストラのための「Duo Ye No.2/多耶第二号」（1987年）
- Overture/序曲（1989年） - 中国民族楽器オーケストラ。
- Overture No.2/序曲第二号（1990年） - 中国民族楽器オーケストラ。
- Ge Xu (Antiphoney) /歌墟（1994年）
- The Linear/線性芸術（1994年）
- Shuo/朔（1994年） - 弦楽オーケストラ。弦楽四重奏版もあり。
- モメンタム（MOMENTUM/動勢）（1998年）
- 弦楽オーケストラのための「Romance and Dance/琴簫引与剣舞」（1998年） -  ヴァイオリンとピアノ版あり。
- Spring Festival/慶春節（1999年）
- Tu/茶（2002年）
- Caramoor's Summer/卡拉摩尔之夏（2003年）
- Suite for Cello & Chember Winds/大提琴与室内管楽団組曲（2004年） - 「Sound of the Five」の改訂版。
- Celebration/慶（2005年） - 管弦楽序曲。
- Si Ji (Four Seasons)/四季（2005年）
- The Ancient Beauty/青銅饕餮和陶俑之美（2006年） - 笛子（Dizi）、シュン、二胡、琵琶、古筝、弦楽オーケストラ。
- Suite from China West/中国西部組曲第二号（2007年）
- オリンピック・ファイア（Olympic Fire）（2008年）

### 協奏曲
- ヴィオラ協奏曲「Xian Shi/弦詩」（1983年）
- Piano Concerto/鋼琴協奏曲（1992年）
- 笙と琴のロマンス（Romance of Hsiao and Ch’in/琴簫引）（1995年） - 2つのヴァイオリンと弦楽オーケストラ。チェロとピアノ版もあり。
- Fiddle Suite/胡琴組曲（1997年） - 胡琴（Huqin）協奏曲。
- The Golden Flute/金笛（1997年） - フルート協奏曲。
- Eleanor's Gift/艾莉諾之献礼（1998年） - チェロ協奏曲。
- Percussion Concerto/打擊楽協奏曲（1998年） - パーカッションとピアノ版/パーカッション・グループ版/パーカッションと弦楽四重奏版あり。
- Dunhuang Fantasy/敦煌幻想曲（1999年） - オルガンと室内オーケストラのための協奏曲。
- Ba Yin/八音（2001年） - サクソフォーン四重奏、弦楽オーケストラ。
- Chinese Folk Dance Suite/中国民族舞組曲（2001年） - チェロとヴァイオリン・ソロ協奏曲。
- Ballad, Dance and Fantasy/叙事曲，舞曲与幻想曲（2003年） - チェロ協奏曲。
- ヴァイオリン協奏曲「Spring in Dresden/德雷斯頓之春」（2005年）

### 室内楽曲
- Near Distance/遇（1988年） - フルート、クラリネット、ヴィイオリン、チェロ、ピアノ、パーカッション。
- Sparkle/爍（1992年） - フルート、クラリネット、2つのパーカッション、ピアノ、ヴァイオリン、チェロ、コントラバス。
- Song in Winter/咏松筠（1993年） - ハープシコード、笛 Di、古筝。編曲版にフルート、古筝、ピアノ、パーカッション版/ソプラノ、古筝とピアノのための「Orient and Occident」あり。
- Qi/气（1997年） - フルート、チェロ、パーカッション、ピアノ。
- オーボエ、ヴィオラ、チェロとコントラバスのための「Joy of the Reunion/喜相逢」（2001年）
- ...As Like a Ranging Fire.../如火如荼（2002年） - フルート、クラリネット、ヴァイオリン、チェロ、ピアノ。
- Chinese Fables/中国寓言故事（2002年） - 二胡、琵琶、チェロ、パーカッション。
- Wu Yu/舞雩（2002年） - フルート、クラリネット、ファゴット、ヴァイオリン、チェロ、パーカッション。
- Birthday Greeting for AR/献給里奇的八十歲生日礼物、Birthday Greeting for DRD/献給戴維斯的六十歲生日礼物、Birthday Greeting for Prism/献給普里森姆薩克斯風四重奏団成立二十周年的生日礼物、Birthday Greeting for SCP/献給西雅图室楽団成立十五周年的生日礼物（2004年） - 3つの楽器、1台の4手ピアノ、サクソフォーン四重奏、室内アンサンブル
- Happy Rain in Spring Night/春夜喜雨（2004年） - フルート、クラリネット、ヴァイオリン、チェロ、ピアノ。
- TheHan Figurines/漢俑（2006年） - ヴァイオリン、クラリネット、テナー・サクソフォーン、コントラバス、ピアノ、パーカッション。

### 器楽曲
- Fisherman's Song/漁歌（1979年） - ヴァイオリン、ピアノ。
- String Quartet/弦楽四重奏（1982年）
- Two Sets of Wind & Percussion Instruments/两組管楽与打擊楽（1986年）
- 2つの笛（Di）、笙、柳琴（Liuqin）、古筝、三弦のための「Xie Zi/楔子」（1985年）
- Woodwind Quintet/木管五重奏（1987年）
- The Tide/潮音（1988年） - 中国民族楽器アンサンブル。
- The Points/点（1991年） - 琵琶独奏。
- Suite/組曲（1991年） - 民俗楽器五重奏。
- Monologue (Impressions on the True Story of Ah Q)/独白（1993年） - クラリネット・ソロ。
- Pipa Rhyme/琵琶韵（1993年） - 琵琶と14人の奏者。
- Feng/風（1998年） - 木管五重奏（フルート、オーボエ、クラリネット、ファゴット、フレンチホルン）。
- Sound of the Five/琴簫鐘鼓笙（1998年） - チェロ五重奏。パーカッション・ソロと弦楽四重奏版もあり。
- Song of the Great Wall/長城頌（1999年） - 8つのフレンチホルン。劉雪庵の歌の編曲。
- Ning/宁（2001年） - 三重奏曲（ヴァイオリン、琵琶、チェロ）。
- At the Kansas City Chinese New Year Concert/在堪薩斯城春節聯歡晚会上（2002年） - 弦楽四重奏。
- Burning/焼（2002年） - 弦楽四重奏。
- Chinese Ancient Dances/中国古代舞曲（2004年） - クラリネット、ピアノ。
- Night Thoughts/静夜思（2004年） - 三重奏曲（フルート、チェロ、ピアノ）。
- Ancient Dances/古舞（2005年） - 琵琶、パーカッション。
- Yangko/秧歌（2005年） - ヴァイオリンと2人のパーカッション奏者。「Chinese Folk Dance Suite」第2楽章からの編曲。
- Three Bagatelles from China West/西南小曲三首（2006年） - フルートとピアノ/2本のフルート/管子（Guanzi）と笙。
- Tibetan Tunes/藏楽二首（2007年） - ヴァイオリン、チェロ、ピアノ。

### ピアノ曲
- Duo Ye/多耶（1984年） - ピアノ・ソロ（または無伴奏琵琶）。
- Yu Diao/豫調（1985年） - 子供のためのピアノ・ソロ。
- Guessing/猜調（1989年）
- Small Beijing Gong/小京鑼（1993年） - 子供のためのピアノ・ソロ。
- Ba Ban/八板（1999年）
- Singing in the Mountain/唱山歌（2002年） - 子供のためのピアノ・ソロ。
- ピアノのための「Ji-Dong-nuo/吉冬諾」（2005年）
- China West Suite/中国西部組曲（2007年） - 2台のピアノ。

### 合唱曲
- Three Poems from the Song Dynasty/宋詞三首（1985年） - 混声合唱。
- Arirang/阿里郎（1994年） - 混声合唱。
- Sakura/櫻花（1994年） - 混声合唱。
- A Set of Chinese Folk Songs/中国民歌合唱十首（1994年） - 混声合唱。児童合唱と弦楽オーケストラ（または弦楽四重奏）版/無伴奏男声合唱版もあり。
- 男声（混声）合唱のための「Tang Poems/唐詩合唱四首」（1995年）
- Tang Poems Cantata/唐詩大合唱（1995年） - 混声合唱と室内オーケストラ。
- Chinese Myths Cantata/中国神話大合唱（1996年） - 男声合唱、管弦楽、4つのパーカッション、二胡、琵琶、揚琴、古筝。
- Lament of the Twin Stars/双星恨（1996年） - 混声合唱。
- 春の夢（Spring Dreams/春暁）（1997年） - 混声合唱。
- Chinese Poems/中国古詩合唱五首（1999年） - 6人の少女の合唱。
- 木管アンサンブルと混声合唱のための「KC Capriccio/堪薩斯城随想曲」（2000年）
- 合唱、オルガン、パーカッションのための「Capriccio/随想曲」（2001年） - 「KC Capriccio」の編曲版。
- Chinese Mountain Songs/中国山歌合唱五首（2001年） - 女声合唱。
- Know You How Many Petals Falling/花落知多少（2001年） - 混声合唱。
- Shady Grove/莎迪格魯芙（2001年） - 混声合唱。
- To the New Millennium/献給新世紀（2001年） - 混声合唱。ソプラノとメゾソプラノ版（2002年）。
- Xuan/玄（2001年） - 混声合唱。
- Landscape/山水（2003年） - 混声合唱。テキストは蘇軾『望湖楼酔書』。
- 混声合唱のための「Two Chinese Folk Songs/中国民歌二首」（2003年）
  - A Horsehead's Mountain Song/放馬山歌
  - A Single Bamboo Can Easily Bend/一根竹竿容易弯
- The West Lake/西湖（2003年） - 混声合唱。テキストは蘇軾『飲湖上初晴后雨』。
- Looking at the Sea/観滄海（2006年） - 女声合唱。

### 歌曲
- As In a Dream/如梦令二首（1988年） - ソプラノ、ヴァイオリン、チェロ（またはソプラノ、琵琶、古筝）。
- Meditaton/独白二首（1999年） - メゾソプラノ、ピアノ。
- Bright Moonlight/明月光（2001年） - メゾソプラノ、ピアノ。